# Яфетити

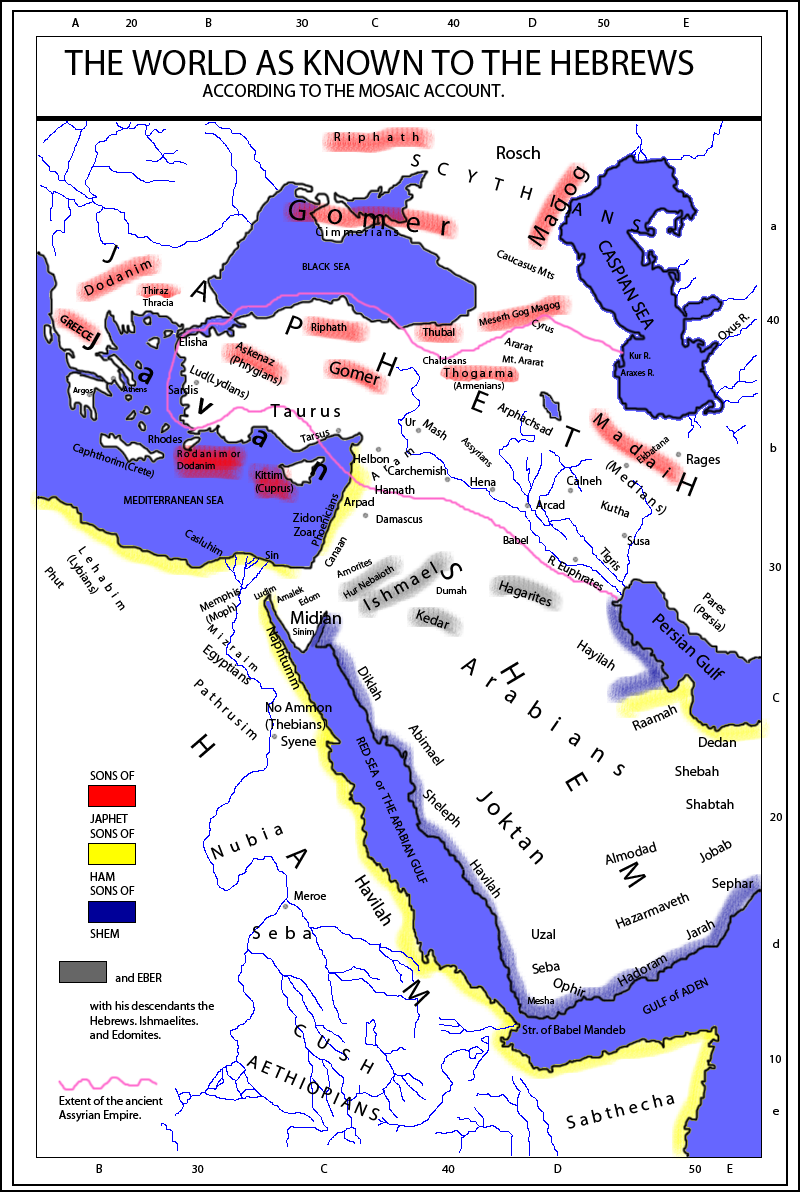
Мапа нащадків Ноя згідно з таблицею народів. Червоним зображені нащадки Яфета.

Яфетити — нащадки біблійного Яфета, одного з трьох синів Ноя з Книги Буття. Згідно з торійною і християнською традицією, до них відносять народи Європи та Кавказу.
Як науковий термін використовувався в етнологічних та лінгвістичних працях з XVIII по XX століття як біблійна расова класифікація індоєвропейських (арійських) народів.

Середньовічні етнографи вважали, що світ був поділений на три великі групи, які відповідали трьом класичним континентам: семітські народи Азії, хамітські народи Африки та яфетичні народи Європи.

## Історія
Яфет уперше з'являється в єврейській Торі як один із трьох синів Ноя, врятованих від потопу на ковчегу. У Книзі Буття вони завжди йдуть у порядку «Сим, Хам і Яфет», коли перелічують всіх трьох. Буття 9:24 називає Хама наймолодшим, а Буття 10:21 неоднозначно говорить про Сима як про «брата Яфета старшого», це може означати, що обидва є найстаршими. Проте в рабинській літературі Яфет вважається старшим сином Ноя.
Після Потопу Яфет фігурує в історії про сп'яніння Ноя, який накриває свого батька плащем.
Розділ 10 книги Буття, таблиця народів описує, як земля була заселена синами Ноя після потопу, починаючи з нащадків Яфета. Біблія дає докладну деталізацію лише про нащадків Гомера (локалізовані на півдні та півночі Чорного моря) та Явана (Мала Азія та Греція). Серед мусульманських істориків Яфет зазвичай розглядається як предок племен Ґоґа і Маґоґа, а також тюрків, хозар і слов'ян.
Термін яфетити використовується в науці у фізичній антропології, етнографії та порівняльному мовознавстві. В антропології термін використовують у расовому сенсі для білих людей (і кавказької раси). У лінгвістиці він належить до індоєвропейських мов.

## Родовід
До нащадків Яфета відносять:
|         |         |         |         |         |         |       |       |       |       |       |       |       |       |       |       |        |        |        |        |        |        |       |       | Яфет   |        |        |        |        |        |      |      |        |        |        |        |        |        |       |       |       |       |       |       |       |       |       |       |       |       |       |       |       |       |       |       |       |       |  |  |  |  |  |  |  |  |  |  |  |  |  |  |  |  |  |  |  |  |  |  |  |  |  |  |  |  |  |  |  |  |  |  |  |  |  |  |  |  |
|         |         |         |         |         |         |       |       |       |       |       |       |       |       |       |       |        |        |        |        |        |        |       |       |        |        |        |        |        |        |      |      |        |        |        |        |        |        |       |       |       |       |       |       |       |       |       |       |       |       |       |       |       |       |       |       |       |       |  |  |  |  |  |  |  |  |  |  |  |  |  |  |  |  |  |  |  |  |  |  |  |  |  |  |  |  |  |  |  |  |  |  |  |  |  |  |  |  |
|         |         |         |         |         |         |       |       |       |       |       |       |       |       |       |       |        |        |        |        |        |        |       |       |        |        |        |        |        |        |      |      |        |        |        |        |        |        |       |       |       |       |       |       |       |       |       |       |       |       |       |       |       |       |       |       |       |       |  |  |  |  |  |  |  |  |  |  |  |  |  |  |  |  |  |  |  |  |  |  |  |  |  |  |  |  |  |  |  |  |  |  |  |  |  |  |  |  |
|         |         |         |         | Ґомер   | Ґомер   | Ґомер | Ґомер | Ґомер | Ґомер |       |       | Маґоґ | Маґоґ | Маґоґ | Маґоґ | Маґоґ  | Маґоґ  |        |        | Мадай  | Мадай  | Мадай | Мадай | Мадай  | Мадай  |        |        | Яван   | Яван   | Яван | Яван | Яван   | Яван   |        |        | Тубал  | Тубал  | Тубал | Тубал | Тубал | Тубал |       |       | Мешех | Мешех | Мешех | Мешех | Мешех | Мешех |       |       | Тирас | Тирас | Тирас | Тирас | Тирас | Тирас |  |  |  |  |  |  |  |  |  |  |  |  |  |  |  |  |  |  |  |  |  |  |  |  |  |  |  |  |  |  |  |  |  |  |  |  |  |  |  |  |
|         |         |         |         | Ґомер   | Ґомер   | Ґомер | Ґомер | Ґомер | Ґомер |       |       | Маґоґ | Маґоґ | Маґоґ | Маґоґ | Маґоґ  | Маґоґ  |        |        | Мадай  | Мадай  | Мадай | Мадай | Мадай  | Мадай  |        |        | Яван   | Яван   | Яван | Яван | Яван   | Яван   |        |        | Тубал  | Тубал  | Тубал | Тубал | Тубал | Тубал |       |       | Мешех | Мешех | Мешех | Мешех | Мешех | Мешех |       |       | Тирас | Тирас | Тирас | Тирас | Тирас | Тирас |  |  |  |  |  |  |  |  |  |  |  |  |  |  |  |  |  |  |  |  |  |  |  |  |  |  |  |  |  |  |  |  |  |  |  |  |  |  |  |  |
|         |         |         |         |         |         |       |       |       |       |       |       |       |       |       |       |        |        |        |        |        |        |       |       |        |        |        |        |        |        |      |      |        |        |        |        |        |        |       |       |       |       |       |       |       |       |       |       |       |       |       |       |       |       |       |       |       |       |  |  |  |  |  |  |  |  |  |  |  |  |  |  |  |  |  |  |  |  |  |  |  |  |  |  |  |  |  |  |  |  |  |  |  |  |  |  |  |  |
| Ашкеназ | Ашкеназ | Ашкеназ | Ашкеназ | Ашкеназ | Ашкеназ |       |       | Рифат | Рифат | Рифат | Рифат | Рифат | Рифат |       |       | Торґам | Торґам | Торґам | Торґам | Торґам | Торґам |       |       | Елісай | Елісай | Елісай | Елісай | Елісай | Елісай |      |      | Тарсиш | Тарсиш | Тарсиш | Тарсиш | Тарсиш | Тарсиш |       |       | Китим | Китим | Китим | Китим | Китим | Китим |       |       | Додан | Додан | Додан | Додан | Додан | Додан |       |       |       |       |  |  |  |  |  |  |  |  |  |  |  |  |  |  |  |  |  |  |  |  |  |  |  |  |  |  |  |  |  |  |  |  |  |  |  |  |  |  |  |  |

## Народи

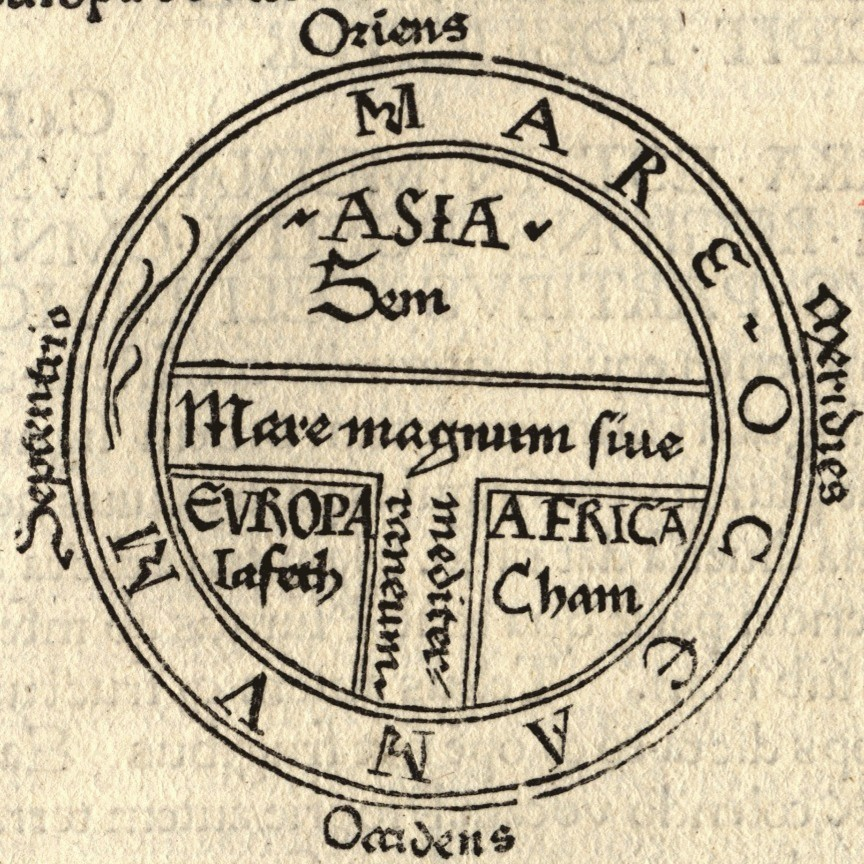
Мапа з першої друкованої версії Etymologiae Ісидора (Аугсбург, 1472)

Згідно Книзі Буття, у Ноя було три сини: від Яфета пішли Яфетити, від Сима — семіти, від Хама — хаміти. У Біблійній таблиці народів (Буття Буття 10:2–5) згадуються сім синів і сім онуків Яфета:
- Ґомер — кімерійці
  - Ашкеназ
  - Рифат — савромати, ріфеї
  - Тоґарма — тогари, таври
- Маґоґ — фіни, угри, норвежці, шведи
- Мадай — мідійці
- Яван — іонійці, еолійці
  - Елісай — еоляни, елліни
  - Тарсиш — тирсени, етруски, пеласги
  - Китим — кіпріоти, хети
  - Доданім — теукри, родосці
- Тувал — іберійці
- Мешех — кападокійці
- Тирас — трайці, даки.

Можлива етнічна ідентичність цих нащадків Яфета остаточно не визначена; проте впродовж історії вчені-біблеїсти ототожнювали їх із різними історичними націями, які вважалися нащадками Яфета та його синів — ця практика сходить принаймні до античних єврейсько-грецьких записів. Згідно з римсько-єврейським істориком Йосипом Флавієм у «Єврейських старожитностях», I.VI.122 сказано:

«У Яфета, сина Ноя, було сім синів: вони мешкали, починаючи від гір Таврус і Аманус, і далі вони просувалися вздовж Азії аж до річки Танаїс і вздовж Європи до Кадіса; і осідаючи на землях, які вони досягли, які раніше ніхто не заселяв, вони назвали народи своїми іменами.»
Йосип Флавій повідомляє, що нащадків Ґомера називають гомарійцями (кімерійцями).
Згідно з Книгою Ювілеїв, початкове місце розселення яфетитів — був північний Вавилон (на території якого знаходилася давня держава Урарту). Після поділу мов вони розповсюдилися на схід, північ і захід і таким чином заселили всю Євразію (за винятком Близького Сходу, де облаштувалися семіти).

«Яфету відійшла третя спадкова частина, по той бік річки Тіни, до північних країн витоку її води, і йде на північний схід вся область Лага та всі східні країни її; і йде на крайню північ, і простягається до гір Кільта на північ, і до моря Маук, і йде на схід Ґадіра, до берегів моря; і прямує, доки не підійде на захід Пари, і вертається назад до Аферагу, і прямує на схід, до води моря Міот, і прямує вздовж річки Тіни, на схід півночі, доки не підійде до межі її води, до гори Рафи, і обходить довкола на північ.»
Абулгазі в «Родовідному дереві тюрків» називає вісім інших синів Яфета: Тюрк, Хазар, Саклаб, Рос, Мінґ, Чин, Кеймаі, Тарик.
Історія Русів говорить: «Народ Славянскій, произшедшій від племени Яфета, сина Ноєва, назван Славянами по родоначальнику і Князю своему Славену, потомку Князя Роса внука Яфетова. Він, переселясь з Азії от времен Вавілонськогоо языков смішенія, стал обітать от гор поясних или Рифейских і от моря Каспійскаго на Сході, до ріки Вісли и моря Варяжскаго на Заході, і от Чернаго моря і ріки Дуная на Полудни, до Сівернаго океана і Балтійскаго моря на Півночі».